# Viện nghiên cứu gia đình
Viện Nghiên cứu Gia đình (tên tiếng Anh: Family Research Institute, viết tắt: FRI), ban đầu được gọi là Viện khảo cứu khoa học về giới tính (ISIS), là một tổ chức phi lợi nhuận ở Hoa Kỳ có trụ sở tại Colorado Springs, Colorado tự xác định rằng "... một trong những nhiệm vụ trọng: để tạo nghiên cứu thực nghiệm về các vấn đề đe dọa gia đình truyền thống, đặc biệt là đồng tính luyến ái, AIDS, chính sách xã hội về tình dục, và lạm dụng ma túy ". Các FRI là một phần của một phong trào của các tổ chức, thường dựa trên đức tin (đôi khi được gọi là cánh hữu Kitô giáo), nhằm tìm cách gây ảnh hưởng đến các cuộc tranh luận chính trị tại Hoa Kỳ. Họ tìm kiếm "... để khôi phục lại một thế giới "nơi mà cuộc hôn nhân được tôn trọng và tôn vinh, nơi trẻ em được nuôi dưỡng và bảo vệ, và nơi đồng tính luyến ái không được dạy và được chấp nhận", điều mà nó không chấp nhận và bác bỏ ở mọi cấp độ." Báo Boston Globe đã báo cáo là ngân sách năm của FRI 2005 là ít hơn 200,000 USD..
Các FRI được điều hành Paul Cameron, người đã giành được học vị tiến sĩ tâm lý học tại Đại học Colorado tại Boulder năm 1966. Cameron thành lập Viện Điều tra khoa học về tình dục trong năm 1982, và viện nghiên cứu này sau đó đã trở thành FRI.
Viện nghiên cứu gia đình Hoa Kỳ được liệt kê là một "nhóm thù ghét" trong danh sách của Trung tâm nghiên cứu luật miền Nam Hoa Kỳ bởi những nghiên cứu và tuyên bố mất uy tín về cộng đồng LGBT của Cameron.